# Софа
Софа (через фр. sofa, от араб. suffa‎ — подушка на верблюжьем седле) — диван со спинкой и подлокотниками одной высоты, в основном предназначенный для сидения.
Изначально софа была традиционным элементом мебели на Востоке (Османская империя). Для неё были характерны низкая посадка, небольшая спинка и множество подушек. Софу обтягивали кожей, тонкими коврами и шелками. В XVII веке софа стала известна в Европе и обыкновенно ставилась в аристократических гостиных и предназначалась для дневного отдыха в положении сидя. Каркас софы изготовлялся из ценных пород дерева (кедр, лиственница), обивка делалась из шёлка или кожи, а съёмные (мебельные) подушки для большей жёсткости набивались овечьей шерстью или конским волосом.
Современные производители экспериментируют с техническими и внешними данными мебели, создавая такие варианты, которые нельзя назвать однозначно. Так могут появиться, например, софа-тахта или софа-диван.